# Loma Chica, Veracruz
Loma Chica är en ort i Mexiko.   Den ligger i kommunen Tehuipango och delstaten Veracruz, i den sydöstra delen av landet, 240 km öster om huvudstaden Mexico City. Loma Chica ligger 2 568 meter över havet och antalet invånare är 185.
Terrängen runt Loma Chica är huvudsakligen kuperad, men åt nordväst är den bergig. Loma Chica ligger uppe på en höjd. Runt Loma Chica är det ganska tätbefolkat, med 134 invånare per kvadratkilometer. Närmaste större samhälle är Xoxocotla, 17,6 km norr om Loma Chica. Omgivningarna runt Loma Chica är en mosaik av jordbruksmark och naturlig växtlighet.